# Leatherface (film)
Leatherface is een Amerikaanse horrorfilm uit 2017 onder regie van Julien Maury en Alexandre Bustillo. Het is het achtste deel in de Texas Chainsaw-filmserie. Het verhaal is een prequel op de originele film uit 1974.

## Verhaal
De film volgt een gewelddadige tiener die op een dag Leatherface zal worden. Samen met drie andere gevangenen ontsnapt hij uit een psychiatrisch ziekenhuis. Hij ontvoert een jonge verpleegster die hij meeneemt op een helse reis. Tijdens deze reis worden ze achtervolgd door een gestoorde agent die uit is op wraak.

## Rolverdeling
| acteur         | personage                |
| -------------- | ------------------------ |
| Sam Strike     | Leatherface / Jackson    |
| Lili Taylor    | Verna Sawyer             |
| Stephen Dorff  | Texas Ranger Hal Hartman |
| Vanessa Grasse | Elizabeth "Lizzy" White  |
| Chris Adamson  | Dr. Lang                 |
| Finn Jones     | hulpsheriff Sorrell      |
| James Bloor    | Ike                      |
| Jessica Madsen | Clarice                  |
| Sam Coleman    | Bud                      |
| Nicole Andrews | Tammy                    |